# .mh
.mh је највиши Интернет домен државних кодова (ccTLD) за Маршалска Острва.